# Bối cảnh sân khấu

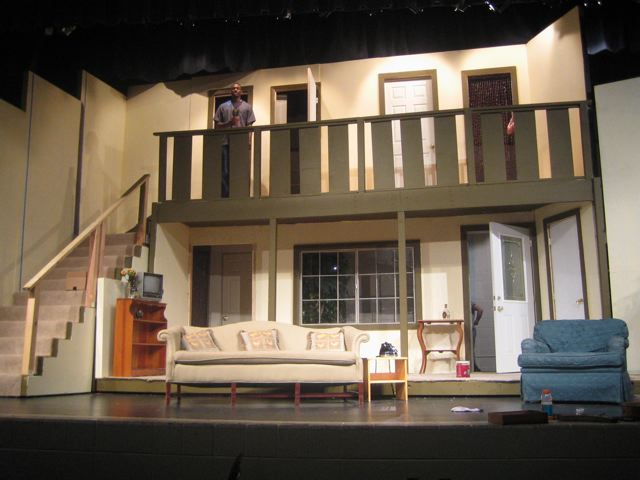
Sân khấu quay hiện đại trong vở Noises Off.

Bối cảnh sân khấu là cảnh trí được dàn, dựng trong một vở diễn, phục vụ cho quá trình sản xuất sân khấu. Bối cảnh có thể là bất cứ thứ gì, từ một chiếc ghế cho đến một dãy phố được tái hiện chi tiết, bất kể quy mô lớn nhỏ, bất kể được mua sẵn hay sản xuất riêng cho vở diễn, miễn là nó phù hợp với mục đích sân khấu.

## Lịch sử
Lịch sử của bối cảnh sân khấu lâu đời như chính bản thân nghệ thuật sân khấu. Những gì chúng ta thường nghĩ đến như là "sự dàn cảnh truyền thống", tức là các tấm phông phẳng hai chiều được sơn phủ cho giống như bề mặt hoặc khung cảnh ba chiều, đó thực sự đã là một sự đổi mới tương đối gần đây và là thay đổi đáng kể so với các hình thức biểu diễn sân khấu cổ xưa, những hình thức có xu hướng phụ thuộc ít vào sự biểu hiện thực tế của bối cảnh không gian mà phụ thuộc nhiều hơn vào sự biểu đạt của hành động và tâm trạng nhân vật. Theo như thời kỳ Shakespeare, phông cảnh hoặc đạo cụ sân khấu rõ ràng là không được sử dụng thường xuyên, mà vở diễn tự nó đã được viết ra để không phụ thuộc vào những điều đó trong khi truyền tải cho khán giả. Tuy nhiên, điều này có nghĩa là các nhà thiết kế ngày nay phải cẩn thận hơn nhiều, để biểu đạt bối cảnh mà không tách nó xa khỏi các diễn viên.

## Đương đại

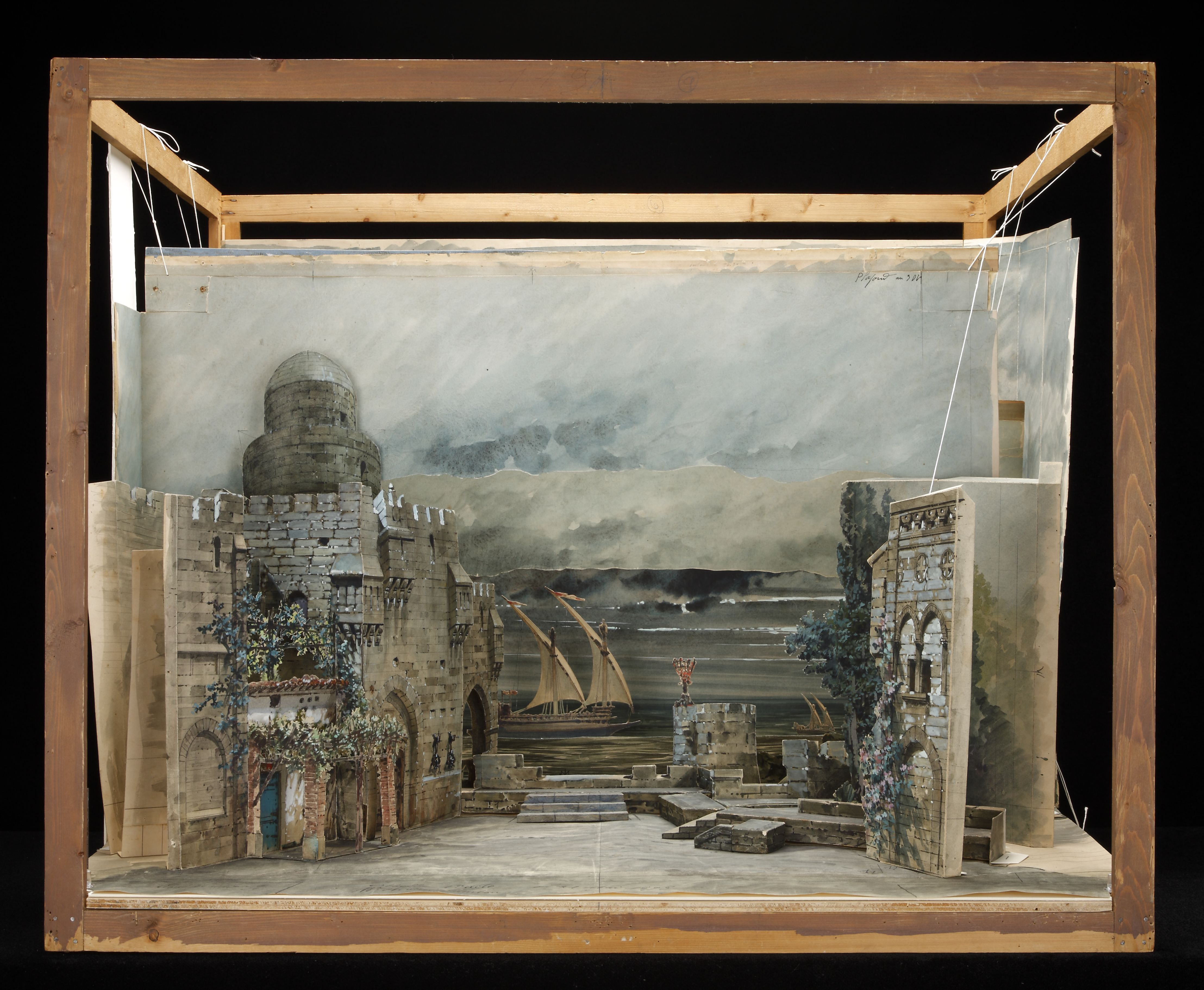
Mô hình thiết kế sân khấu của Marcel Jambon cho vở Otello của Giuseppe Verdi (1895) tại Paris

Quan niệm hiện đại về bối cảnh sân khấu, bắt đầu từ thế kỷ XIX, được khởi phát từ hài kịch thính phòng - opera buffa, cũng là nguồn gốc của opera hiện đại. Những dàn dựng công phu của nó đã được sử dụng bởi các nhà hát bình thường cũng như nhà hát kịch, thông qua ứng dụng vào các vở hài kịch, tạp kỹ, kịch câm và các thể loại tương tự. Theo thời gian, việc dàn dựng sân khấu tiến dần đến mô phỏng hiện thực ngày một rõ hơn, đạt đỉnh cao ở chủ nghĩa hiện thực Belasco những năm 1910 đến 1920, trong đó người ta tái dựng thậm chí cả một bữa tiệc y như thật, với những đồ uống, món ăn tươi sống, ngay trên sân khấu. Sau đó, có lẽ như phản ứng đối với sự quá lố đó và cũng là song song với các xu hướng của nghệ thuật và kiến trúc, bối cảnh sân khấu bắt đầu chuyển dần sang trừu tượng, mặc dù lối dàn cảnh mô phỏng hiện thực vẫn còn, và vẫn được sử dụng cho đến ngày nay. Cùng lúc đó, nhạc kịch cũng đã phát triển các xu hướng dàn cảnh của riêng mình, vay mượn mạnh mẽ từ phong cách hài hước - burlesque và tạp kỹ - vaudeville, với những sự tán thưởng lẻ tẻ. Tất cả kết hợp lại với nhau trong những năm 1980, 1990, và tiếp tục cho đến ngày nay, tới khi không còn loại bối cảnh sân khấu nào được định hình thành phong cách nữa. Sân khấu hiện đại đã phát triển phức tạp đến mức có những vở diễn đòi hỏi kỹ năng chuyên môn cao của hàng trăm nghệ sỹ và những người thợ để thực hiện.

## Phân loại
Việc thi công bối cảnh sân khấu thường là một trong những nhiệm vụ tốn thời gian nhất khi chuẩn bị cho một vở diễn. Do đó, nhiều nhà hát có nơi để cất trữ, bảo quản các bộ phận của bối cảnh để có thể sử dụng nhiều lần, hoặc cho nhiều vở khác nhau. Vì không thể lên kế hoạch quá xa cho nhiều vở diễn, nên các nhà hát thường sẽ xây dựng kho để cất trữ các bộ phận của bối cảnh, đồ đạc, đạo cụ... Các bộ phận của bối cảnh thường bao gồm:
- Hệ rèm
- Hệ phông
- Hệ bục cố định
- Hệ bục di chuyển

## Thư viện

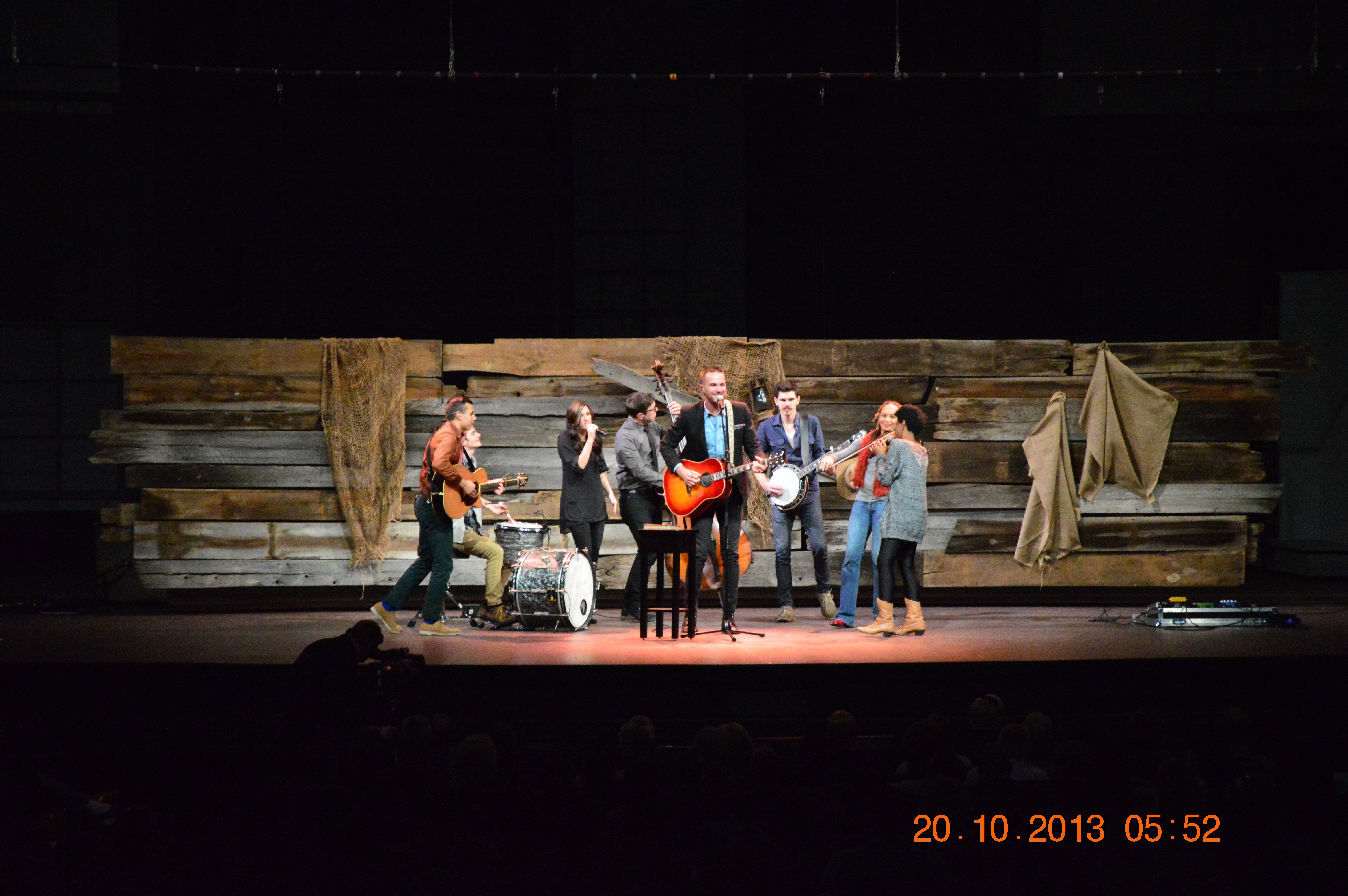
Bức tường được tận dụng từ gỗ của một nhà kho cũ
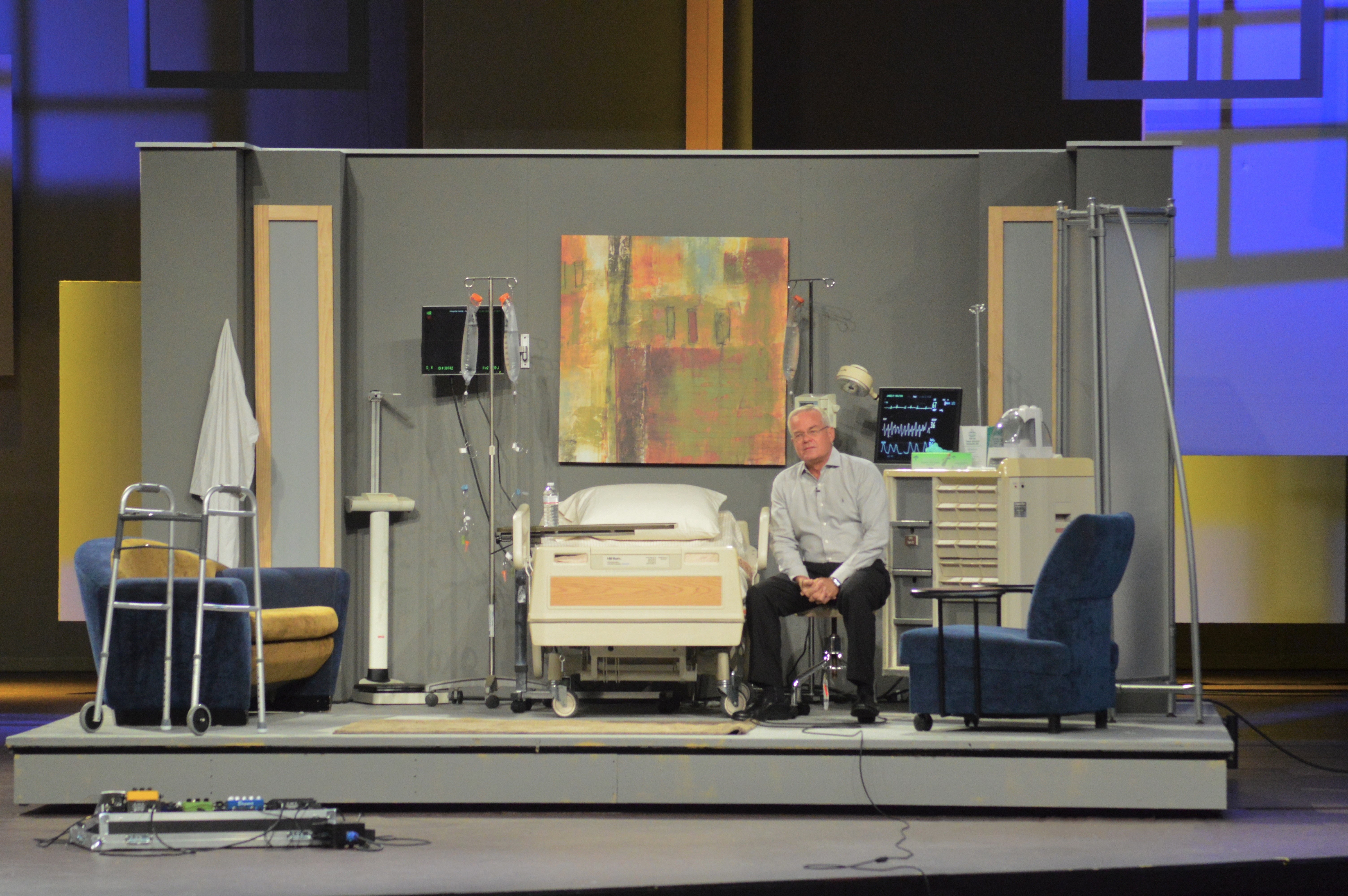
Mô phỏng cảnh bệnh viện với sự hỗ trợ của các thiết bị y tế
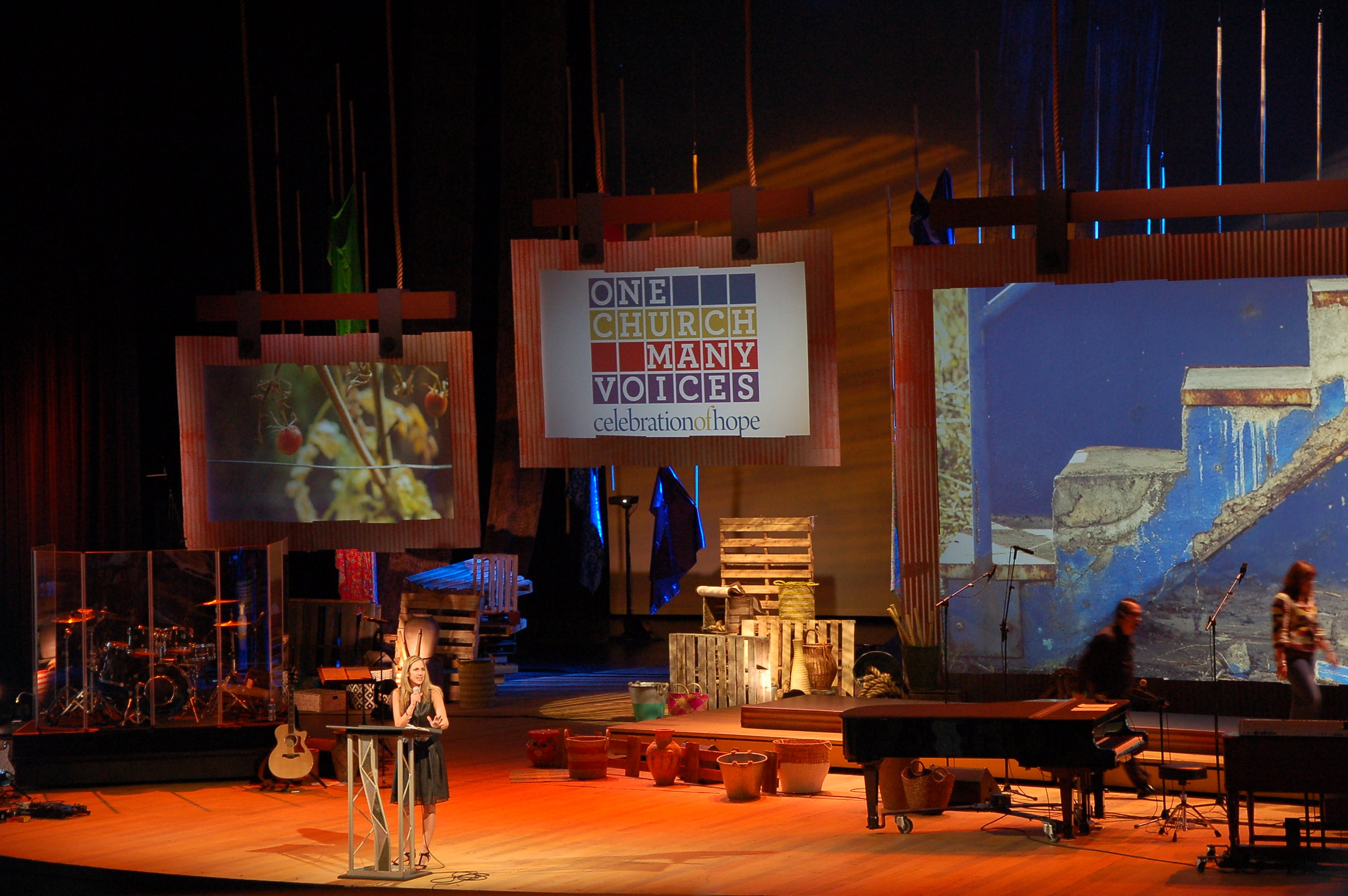
Màn hình video hỗ trợ một cảnh thiết kế
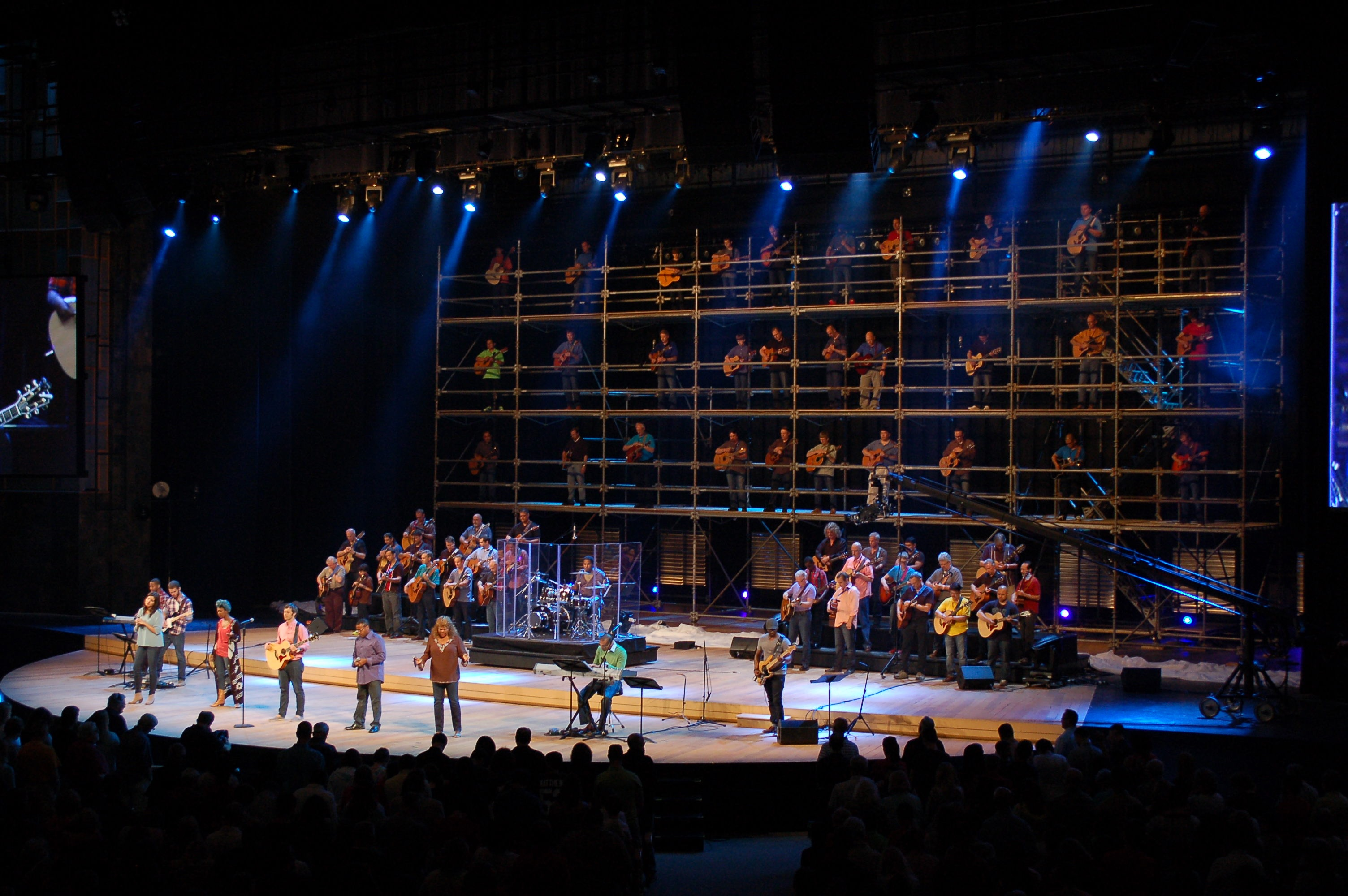
Giàn giáo hỗ trợ một cảnh thiết kế